# Opius terebrifer
Opius terebrifer är en stekelart som beskrevs av Fischer 1968. Opius terebrifer ingår i släktet Opius och familjen bracksteklar. Inga underarter finns listade i Catalogue of Life.